# 617 pr. n. št.

## Smrti
- Sadjat II., kralj Lidije (* ni znano)